# Daniel Gran
Pour les articles homonymes, voir Gran.
Daniel Gran  (Vienne, 1694  - Sankt Pölten 1757) est un peintre autrichien du XVIIIe siècle de style  rococo qui fut actif principalement en Autriche et Allemagne.

## Biographie
Élève de Francesco Solimena (1719-1720 à Naples) puis  de Sebastiano Ricci à Venise, il s'oriente davantage vers des compositions claires et hormis quelques retables tableaux d'autel, il se consacre essentiellement à la peinture décorative.
Ses tableaux ornent plusieurs bâtiments publics de sa ville natale. Célèbre de son temps, ses œuvres sont tombées en désuétude et peu connues de l'Autriche et de l'Allemagne aujourd'hui.

## Œuvres

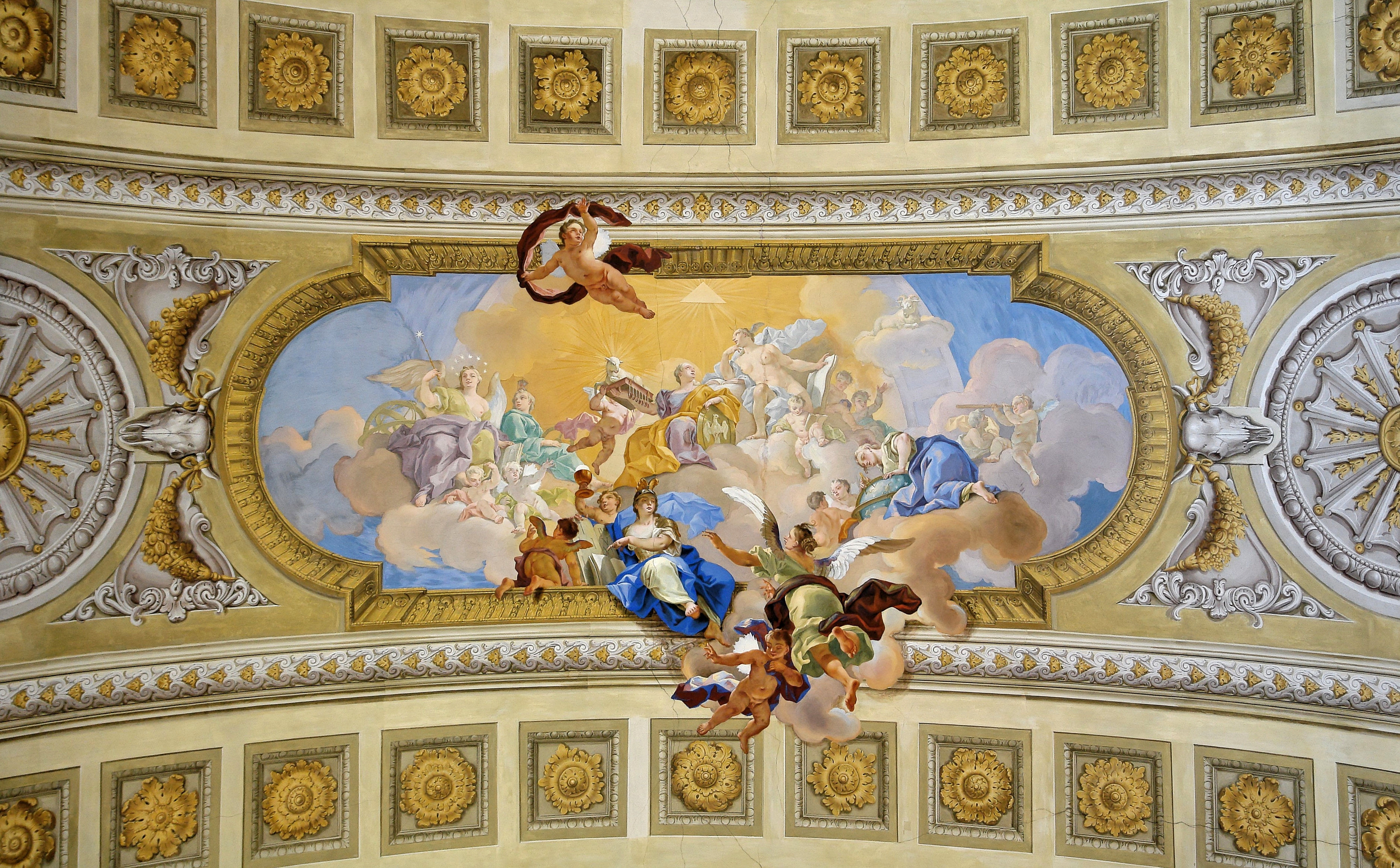
Prunksaal: allegorie de la paix et du paradis. Ceiling painting made by Daniel Gran (1694-1757) finished in 1730.

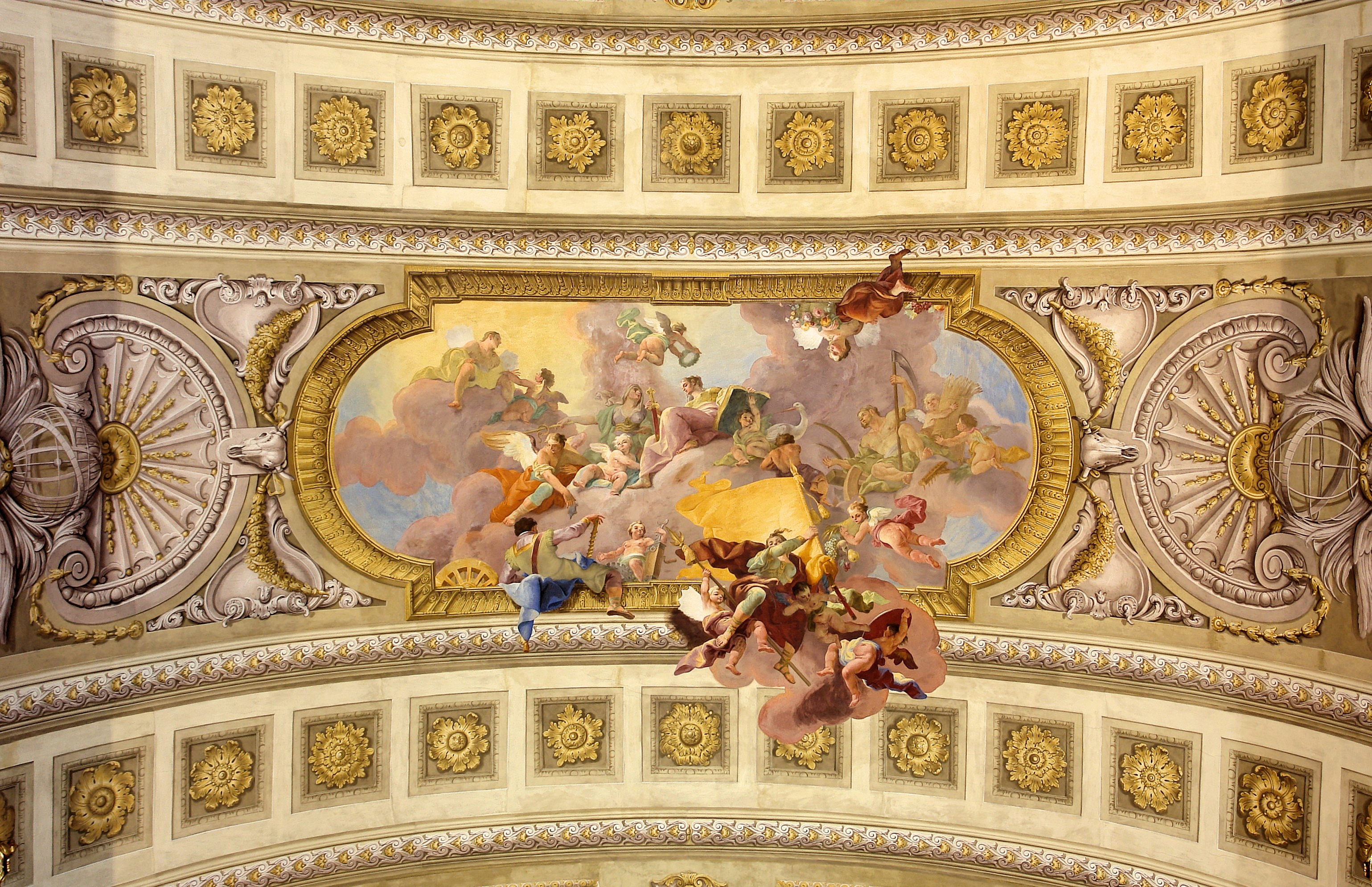
Prunksaal: allegorie de la Guerre et de la Loi

- Fresques, Annakirche, Vienne, Autriche,
- Glorification des sciences et des arts, pacifiques et guerriers, sous le règne de Charles VI, (1730), fresque du plafond, Hofbibliothek, Vienne,
- Allegorie de la Paix et du Paradis et Allegorie de la Guerre et de la Loi, fresques, Österreichische Nationalbibliothek, (1730), Prunksaal,
- Autoportrait, Herzogenburg.
- Apollon et les neuf Muses (1724-1728), fresque, plafond salle de marbre, palais Schwarzenberg, Vienne,
- Allégorie du Bon Gouvernement de la Moravie (1737),projet de plafond, Akademie, Vienne,